# Бирлик (Павлодарский район)
Бирлик (каз. Бірлік) — село в Павлодарском районе Павлодарской области Казахстана. Входит в состав Заринского сельского округа. Код КАТО — 556045200.

## Население
В 1999 году население села составляло 383 человека (191 мужчина и 192 женщины). По данным переписи 2009 года, в селе проживало 426 человек (229 мужчин и 197 женщин).